# Раплєво
Раплєво (словен. Rapljevo) — поселення в общині Добреполє, Осреднєсловенський регіон, Словенія. 
Висота над рівнем моря: 427,1 м.